# Henry A. Wallace
Henry Agard Wallace, född 7 oktober 1888 i Orient i Iowa, död 18 november 1965 i Danbury i Connecticut, var amerikansk jordbruksminister 1933–1940, vicepresident 1941–1945 och handelsminister 1945–1946. Han var känd för sina vänstersympatier. Han var son till Henry Cantwell Wallace.

## Biografi
Wallace efterträddes som vicepresident av Harry S. Truman. Anledningen var att Franklin D. Roosevelt var vid dålig hälsa och ledningen i Demokratiska partiet ville ha en annan vicepresident (och eventuell efterträdare till presidentposten ifall Roosevelt avled). Wallace ansågs vara för liberal och på andra sätt opålitlig. Wallace utsågs istället till handelsminister 1945. Han avskedades dock från den posten i september 1946 av Truman, som nu efterträtt den framlidne Roosevelt, då Wallace var motståndare till den nya administrationens hårda linje mot Sovjet. Några dagar tidigare, den 12 september, hade Wallace också hållit ett uppmärksammat tal i Madison Square Garden, där han gett en helt annan syn på hur politiken gentemot Sovjet skulle bedrivas än vad utrikesminister James Byrnes förespråkade. Truman hade läst delar av talet och godkänt det i förhand. Presidenten kände sig därför mycket skamsen för sättet han hanterat händelsen på.
Han ställde upp som presidentkandidat 1948 för antikrigspartiet American Progressive Party.